# 徳泉寺 (小牧市)
徳泉寺（とくせんじ）は、愛知県小牧市にある真宗大谷派の寺院で、山号は松濤山。

## 所在地
- 愛知県小牧市大字池之内3177

## 交通手段
- 桃花台バスの「篠岡北」停留所下車、徒歩で約1分。
- ピーチバスの「古雅3丁目」停留所下車、徒歩で約3分。